# Mahalini Raharja
Ni Luh Ketut Mahalini Ayu Raharja (née le 4 mars 2000) est une chanteuse et actrice indonésienne. Elle est connue pour sa cinquième place lors de la dixième saison d'Indonesian Idol en 2020,.

## Carrière
(juillet 2025).
Mahalini a participé à la dixième saison d'Indonesian Idol en 2019. Elle avait déjà auditionné pour le même concours de chant lors de la neuvième saison, mais n'avait pas été retenue. Le 3 février 2020, elle a été éliminée de l'émission et s'est classée cinquième.
| Ronde                                 | Chanson                    | Chanteur original           | Résultat                          |
| ------------------------------------- | -------------------------- | --------------------------- | --------------------------------- |
| Audition                              | I Have Nothing             | Whitney Houston             | Golden Ticket                     |
| Elimination 1: Acapella               | Lay Me Down                | Sam Smith                   | Safe                              |
| Elimination 2: Grup: Best of the Best | Best Part                  | Daniel Caesar & H.E.R.      | Safe                              |
| Elimination 3: Solo                   | Chandelier                 | Sia                         | Safe                              |
| Showcase 1                            | Bukan Cinta Biasa          | Afgan                       | Judges choice, saved by Ari Lasso |
| Final Showcase 1                      | Hanya Memuji               | Shanty ft. Marcell Siahaan  | Safe                              |
| Spekta 1                              | Cinta Mati                 | Agnes Monica & Ahmad Dhani  | Safe                              |
| Spekta 2                              | Use Somebody               | Kings of Leon               | Safe                              |
| Spekta 3                              | Cinta Pertama dan Terakhir | Sherina Munaf               | Bottom 3                          |
| Spekta 4                              | Symphony                   | Clean Bandit & Zara Larsson | Safe                              |
| Spekta 5                              | Jar Of Hearts              | Christina Perri             | Safe                              |
| Spekta 6                              | Rise Up                    | Andra Day                   | Safe                              |
| Spekta 7                              | Bukan Untukku              | Rio Febrian                 | Safe                              |
| Spekta 8                              | Satu Jam Saja              | Zaskia Gotik                | Safe                              |
| Spekta 9                              | Impossible                 | Shontelle                   | Safe                              |
| Spekta 10                             | Hanya Rindu                | Andmesh Kamaleng            | Bottom 3                          |
| Spekta 11                             | Shallow                    | Lady Gaga & Bradley Cooper  | Eliminated                        |
| Spekta 11                             | Hampa                      | Ari Lasso                   | Eliminated                        |

## Filmographie

### Film
| Année | Titre              | Rôle   | Remarques | Ref.  |
| ----- | ------------------ | ------ | --------- | ----- |
| 2021  | Kapan Pindah Rumah | Kanaya |           |       |
| 2022  | Kopi Pahit         | Gendis |           | [ 6 ] |
| 2022  | My Sassy Girl      | Nisa   | Cameo     |       |